# Шогда (деревня)
Шогда — деревня в Бабаевском районе Вологодской области.
Входит в состав Борисовского сельского поселения (с 1 января 2006 года по 13 апреля 2009 года входила в Новолукинское сельское поселение), с точки зрения административно-территориального деления — в Новолукинский сельсовет.
Расстояние до районного центра Бабаево по автодороге — 76 км, до центра муниципального образования села Борисово-Судское  по прямой — 12 км. Ближайшие населённые пункты — Ионино, Лыково, Тереховая.
По переписи 2002 года население — 30 человек (14 мужчин, 16 женщин). Преобладающая национальность — русские (94 %).